# Discografia lui Kylie Minogue
Acest articol prezintă cronologic aparițiile discografice ale cântăreței Kylie Minogue.

## Discuri single

### Anii 1980
| 1987                                                          | "Locomotion"[A]              | 1  | — | —  | —  | —  | — | —  | —  | —  | —  | —  | —  | — | —  | —  | Kylie          |
| 1987                                                          | "I Should Be So Lucky"       | 1  | 4 | 25 | 4  | 1  | 1 | 30 | 14 | 3  | 5  | 13 | 1  | 1 | 28 | 10 | Kylie          |
| 1988                                                          | "Got to Be Certain"          | 1  | 8 | —  | 9  | 6  | 4 | 41 | —  | 2  | 6  | 19 | 8  | 2 | —  | —  | Kylie          |
| 1988                                                          | "The Loco-Motion"            | —  | 3 | 1  | 5  | 3  | 1 | —  | 6  | 8  | 8  | —  | 2  | 2 | 3  | 12 | Kylie          |
| 1988                                                          | "Je Ne Sais Pas Pourquoi"[B] | 11 | — | —  | 15 | 14 | 2 | —  | —  | 9  | 10 | —  | 24 | 2 | —  | —  | Kylie          |
| 1988                                                          | "It's No Secret"             | —  | — | 22 | —  | —  | — | —  | —  | 47 | —  | —  | —  | — | 37 | —  | Kylie          |
| 1988                                                          | "Turn It into Love"[C]       | —  | — | —  | —  | —  | — | —  | —  | —  | —  | —  | —  | — | —  | —  | Kylie          |
| 1989                                                          | "Hand on Your Heart"         | 4  | — | —  | 8  | 17 | 1 | —  | 19 | 15 | 10 | 17 | 6  | 1 | —  | —  | Enjoy Yourself |
| 1989                                                          | "Wouldn't Change a Thing"    | 6  | — | —  | 19 | 24 | — | —  | —  | 21 | —  | —  | 27 | 2 | —  | —  | Enjoy Yourself |
| 1989                                                          | "Never Too Late"             | 14 | — | —  | 26 | 45 | 1 | —  | 29 | 27 | —  | —  | 23 | 4 | —  | —  | Enjoy Yourself |
| "—" denotes releases that did not chart or were not released. |                              |    |   |    |    |    |   |    |    |    |    |    |    |   |    |    |                |

### Anii 1990
| 1990                                                          | "Tears on My Pillow"                            | 20 | —  | 35 | —  | 31 | 2  | — | 19 | 33 | — | —  | —  | 1  | — | —  | Enjoy Yourself      |
| 1990                                                          | "Better the Devil You Know"                     | 4  | 27 | —  | 13 | 24 | 4  | — | 22 | 27 | — | 13 | 21 | 2  | — | —  | Rhythm of Love      |
| 1990                                                          | "Step Back in Time"                             | 5  | —  | —  | 23 | 36 | 4  | — | 35 | 21 | — | 19 | 29 | 4  | — | —  | Rhythm of Love      |
| 1991                                                          | "What Do I Have to Do?"                         | 11 | —  | —  | 50 | 48 | 7  | — | —  | —  | — | —  | —  | 6  | — | —  | Rhythm of Love      |
| 1991                                                          | "Shocked"                                       | 7  | —  | —  | —  | —  | 2  | — | —  | —  | — | —  | —  | 6  | — | —  | Rhythm of Love      |
| 1991                                                          | "Word Is Out"                                   | 10 | —  | —  | —  | —  | 8  | — | —  | —  | — | —  | —  | 16 | — | —  | Let's Get to It     |
| 1991                                                          | "If You Were with Me Now" (cu Keith Washington) | 23 | —  | —  | —  | 61 | 7  | — | —  | —  | — | —  | —  | 4  | — | —  | Let's Get to It     |
| 1992                                                          | "Give Me Just a Little More Time"               | 24 | —  | —  | —  | 51 | 6  | — | —  | —  | — | —  | —  | 2  | — | —  | Let's Get to It     |
| 1992                                                          | "Finer Feelings"                                | 60 | —  | —  | —  | —  | 16 | — | —  | —  | — | —  | —  | 11 | — | —  | Let's Get to It     |
| 1992                                                          | "What Kind of Fool (Heard All That Before)"     | 17 | —  | —  | —  | 81 | 12 | — | —  | —  | — | —  | —  | 14 | — | —  | Greatest Hits       |
| 1992                                                          | "Celebration"                                   | 21 | —  | —  | —  | —  | 11 | — | —  | —  | — | —  | —  | 20 | — | —  | Greatest Hits       |
| 1994                                                          | "Confide in Me"                                 | 1  | —  | —  | 10 | 50 | 12 | — | 38 | 12 | — | 30 | 20 | 2  | — | 39 | Kylie Minogue       |
| 1994                                                          | "Put Yourself in My Place"                      | 11 | —  | —  | —  | 87 | —  | — | —  | —  | — | —  | —  | 11 | — | —  | Kylie Minogue       |
| 1995                                                          | "Where Is the Feeling?"                         | 31 | —  | —  | —  | —  | —  | — | —  | —  | — | —  | —  | 16 | — | —  | Kylie Minogue       |
| 1997                                                          | "Some Kind of Bliss"                            | 27 | —  | —  | —  | —  | —  | — | —  | 46 | — | —  | —  | 22 | — | —  | Impossible Princess |
| 1997                                                          | "Did It Again"                                  | 15 | —  | —  | —  | —  | —  | — | —  | —  | — | —  | —  | 14 | — | —  | Impossible Princess |
| 1998                                                          | "Breathe"                                       | 23 | —  | —  | —  | —  | —  | — | —  | —  | — | —  | —  | 14 | — | —  | Impossible Princess |
| 1998                                                          | "Cowboy Style"[D]                               | 39 | —  | —  | —  | —  | —  | — | —  | —  | — | —  | —  | —  | — | —  | Impossible Princess |
| "—" denotes releases that did not chart or were not released. |                                                 |    |    |    |    |    |    |   |    |    |   |    |    |    |   |    |                     |

### Anii 2000
| An                                                            | Cântec                         | Poziția maximă | Poziția maximă | Poziția maximă | Poziția maximă | Poziția maximă | Poziția maximă | Poziția maximă | Poziția maximă | Poziția maximă | Poziția maximă | Poziția maximă | Poziția maximă | Poziția maximă | Poziția maximă | Poziția maximă | Poziția maximă | Album          |
| An                                                            | Cântec                         | AUS            | AT             | CAN            | FRA            | GER            | IRE            | ITA            | NLD            | NZ             | NOR            | ROM            | SWE            | SWI            | UK             | US             | US Dance       | Album          |
| ------------------------------------------------------------- | ------------------------------ | -------------- | -------------- | -------------- | -------------- | -------------- | -------------- | -------------- | -------------- | -------------- | -------------- | -------------- | -------------- | -------------- | -------------- | -------------- | -------------- | -------------- |
| 2000                                                          | "Spinning Around"              | 1              | —              | —              | 28             | 62             | 4              | —              | 31             | 2              | —              | —              | 42             | 34             | 1              | —              | —              | Light Years    |
| 2000                                                          | "On a Night Like This"         | 1              | —              | —              | 69             | 72             | 16             | —              | 64             | 35             | —              | 5              | 31             | 51             | 2              | —              | —              | Light Years    |
| 2000                                                          | "Kids" (with Robbie Williams)  | 14             | —              | —              | —              | 47             | 9              | —              | 24             | 5              | —              | —              | 31             | 35             | 2              | —              | —              | Light Years    |
| 2000                                                          | "Please Stay"                  | 15             | —              | —              | —              | —              | 34             | —              | 69             | —              | —              | 21             | 47             | —              | 10             | —              | —              | Light Years    |
| 2001                                                          | "Your Disco Needs You"         | 20             | 70             | —              | —              | 31             | —              | —              | —              | —              | —              | 21             | —              | 27             | 152            | —              | —              | Light Years    |
| 2001                                                          | "Butterfly"[E]                 | —              | —              | —              | —              | —              | —              | —              | —              | —              | —              | —              | —              | —              | —              | —              | 14             | Light Years    |
| 2001                                                          | "Can't Get You Out of My Head" | 1              | 1              | 1              | 1              | 1              | 1              | 1              | 1              | 1              | 1              | 1              | 1              | 1              | 1              | 7              | 1              | Fever          |
| 2002                                                          | "In Your Eyes"                 | 1              | 22             | 11             | 24             | 18             | 6              | 7              | 15             | 18             | —              | 1              | 20             | 8              | 3              | —              | —              | Fever          |
| 2002                                                          | "Love at First Sight"          | 3              | 29             | 5              | 33             | 16             | 7              | 8              | 22             | 9              | —              | 3              | 36             | 22             | 2              | 23             | 1              | Fever          |
| 2002                                                          | "Come Into My World"           | 4              | 59             | 15             | 78             | 47             | 11             | 13             | 35             | 20             | —              | 12             | —              | 66             | 8              | 91             | 20             | Fever          |
| 2003                                                          | "Slow"                         | 1              | 20             | 6              | 45             | 8              | 5              | 6              | 13             | 9              | 4              | 1              | 16             | 18             | 1              | 91             | 1              | Body Language  |
| 2004                                                          | "Red Blooded Woman"            | 4              | 23             | —              | 33             | 16             | 9              | 10             | 21             | 19             | —              | 1              | 28             | 15             | 5              | —              | 24             | Body Language  |
| 2004                                                          | "Chocolate"                    | 14             | 58             | —              | 69             | 43             | 26             | 14             | 45             | —              | —              | 2              | —              | 53             | 6              | —              | —              | Body Language  |
| 2004                                                          | "I Believe in You"             | 6              | 4              | —              | 35             | 12             | 9              | 11             | 14             | 29             | 13             | 1              | 16             | 6              | 2              | —              | 3              | Ultimate Kylie |
| 2005                                                          | "Giving You Up"[F]             | 8              | 45             | —              | —              | 27             | 20             | —              | 23             | —              | —              | 20             | —              | 40             | 6              | —              | —              | Ultimate Kylie |
| 2007                                                          | "2 Hearts"                     | 1              | 14             | 60             | 15             | 13             | 12             | 2              | 29             | 34             | 6              | 18             | 3              | 10             | 4              | —              | —              | X              |
| 2008                                                          | "Wow"                          | 11             | 73             | —              | 15             | 41             | 10             | —              | 36             | —              | —              | 42             | 32             | 51             | 5              | —              | —              | X              |
| 2008                                                          | "In My Arms"                   | 35             | 16             | —              | 10             | 8              | 15             | —              | 33             | —              | —              | 1              | 15             | 4              | 10             | —              | —              | X              |
| 2008                                                          | "All I See"[G]                 | —              | —              | 81             | —              | —              | —              | —              | —              | —              | —              | 92             | —              | —              | —              | —              | 3              | X              |
| 2008                                                          | "The One"                      | —              | —              | —              | —              | —              | —              | —              | —              | —              | —              | 5              | —              | —              | 36             | —              | —              | X              |
| "—" denotes releases that did not chart or were not released. |                                |                |                |                |                |                |                |                |                |                |                |                |                |                |                |                |                |                |

### Anii 2010
| An   | Cântec                                 | Poziția maximă | Poziția maximă | Poziția maximă | Poziția maximă | Poziția maximă | Poziția maximă | Poziția maximă | Poziția maximă | Poziția maximă | Poziția maximă | Poziția maximă | Poziția maximă | Poziția maximă | Poziția maximă | Poziția maximă | Poziția maximă | Album     |
| An   | Cântec                                 | AUS            | AT             | CAN            | FRA            | GER            | IRE            | ITA            | NLD            | NZ             | NOR            | ROM            | SWE            | SWI            | UK             | US             | US Dance       | Album     |
| ---- | -------------------------------------- | -------------- | -------------- | -------------- | -------------- | -------------- | -------------- | -------------- | -------------- | -------------- | -------------- | -------------- | -------------- | -------------- | -------------- | -------------- | -------------- | --------- |
| 2010 | "All the Lovers"                       | 13             | 5              | 72             | 3              | 10             | 6              | 6              | 61             | —              | —              | 27             | 33             | 6              | 3              | 101            | 1              | Aphrodite |
| 2010 | "Get Outta My Way"                     | 69             | 61             | —              | 29             | 41             | 33             | 55             | —              | —              | —              | 67             | —              | 23             | 12             | 105            | 1              | Aphrodite |
| 2010 | "Better Than Today"                    | 55             | —              | —              | 63             | —              | —              | —              | —              | —              | —              | —              | —              | —              | 32             | —              | 1              | Aphrodite |
|      |                                        |                |                |                |                |                |                |                |                |                |                |                |                |                |                |                |                | Aphrodite |
| 2011 | "Put Your Hands Up (If You Feel Love)" | 50             | 38             | —              | —              | —              | —              | —              | —              | —              | —              | —              | —              | —              | 93             | —              | 1              | Aphrodite |
| 2012 | Timebomb                               | 12             |                |                |                |                |                |                |                |                |                |                |                |                | 31             |                | 1              |           |